# ويليام هنري توماس
ويليام هنري توماس (بالإنجليزية: William Henry Thomas)‏ هو سياسي أمريكي، ولد في 1920، وتوفي في 3 مارس 2009. حزبياً، نشط في الحزب الجمهوري. وقد انتخب عضو مجلس النواب لولاية ماريلند.